# Leiosyrinx apheles
Leiosyrinx apheles é uma espécie de gastrópode do gênero Leiosyrinx, pertencente a família Raphitomidae.